# Lehel-Kaserne
Die Lehel-Kaserne war eine Kaserne der Bayerischen Armee in München. Die 1806 eingerichtete Kaserne befand sich im Stadtteil Lehel – der früheren St-Anna-Vorstadt – in den Räumen eines ehemaligen Klosters und wurde bis 1899 genutzt.

## Geschichte
Seit 1725 lebten Hieronymiten-Mönche im Lehel. Sie waren aus der Gegend um den Walchensee nach München gekommen. Am heutigen St-Anna-Platz errichteten sie ein Kloster, nebst der ersten Rokoko-Kirche in Altbayern (Klosterkirche St. Anna im Lehel).
Von der Säkularisation, die um die Wende des 18. zum 19. Jahrhundert stattfand, blieb das Hieronymiten-Kloster zunächst verschont. Ab 1805 wurde die Nutzung des Konvents für das bayerische Kadettenkorps erwogen. Diese Pläne wurden 1806 zugunsten der Errichtung einer Kaserne aufgegeben, nachdem die Zeughaus-Haupt-Direktion den Klostergarten als Artilleriedepot beansprucht hatte.
In der zweiten Hälfte des Jahres 1806 wurden die ersten Pferde-Stallungen errichtet. Der Einzug der Soldaten verzögerte sich, da noch Mönche im Kloster lebten. Im Dezember 1807 wurde die Lehel-Kaserne mit 220 Pferden und 250 Soldaten belegt. Sie war die kleinste von fünf Kasernen, die zu dieser Zeit in der Münchner Garnison existiert haben, neben der alten Isarkaserne aber die einzige mit eigenen Stallungen. Mit kurfürstlichem Erlass vom 19. Mai 1808 (der ebenfalls den Bau der neuen Isarkaserne verfügte) wurde das Artillerie- und Armee-Fuhrwesen-Bataillon in der Lehel-Kaserne einquartiert. Des Weiteren hielt sich auch eine Abteilung des 1. Dragoner-Regiments in der Kaserne auf. Ebenfalls 1808 wurde eine weitere Remise zur Unterbringung der Fuhrwerke und Gerätschaften gebaut.
An der Nordseite der Kirche wurde 1810 ein Flügel (später als „Mittelbau“ bezeichnet) angebaut, um die Kapazität der Lehel-Kaserne zu vergrößern. Nach Reibereien mit Bürgern und Kirchenbesuchern musste der Kircheneingang 1811 mit einem Staketenzaun abgegrenzt werden. Die Soldaten des nunmehrigen 1. Chevaulegers-Regiments wurde 1812 abgezogen, so dass – abgesehen von Materialvorräten der Artillerie – das Fuhrwesen der alleinige Nutzer der Kaserne wurde.
In den Jahren 1813/14 war das Freiwillige Husarenkorps zeitweilig im Lehel kaserniert. Um 1817 wurde die Kaserne erneut erweitert – um den später so genannten „Neubau“. Die maximal mögliche Belegungsstärke lag zu dieser Zeit bei 390 Mann und 352 Pferden. Neben den Soldaten waren auch ein Monturmagazin, eine Schmiede, eine Sattlerei und eine Werkstatt in der Lehel-Kaserne untergebracht.
Im Sommer 1819 wurde die Kaserne nochmals erweitert. Der Mittelbau wurde dabei um eine Etage aufgestockt. Somit verfügte die Lehel-Kaserne 1824 über Aufnahmekapazitäten von 388 Mann und 349 Pferden, von denen durch die Gendarmerie 56 Mannschafts- und 28 Pferdeplätze genutzt wurden.
Aufgrund eines Erlasses von König Ludwig I., der für das Militär nur wenig übrig hatte, musste die Armee 1827 den Mittelbau an das Innenministerium abtreten, welches ein Franziskaner-Kloster einrichten sollte [?]. Um weiterhin alle Soldaten unterbringen zu können, mussten einige Werkstätten und Wohnungen in die alte Isarkaserne verlegt werden. Mitte 1865 zogen zunächst zwei Batterien des 1. Artillerieregiments in die neue Max-II-Kaserne um, im Lehel verblieb nur noch eine Fuhrwesen-Eskadron. Ab 1874 befand sich die Lehrschmiede der bayerischen Armee in der Lehel-Kaserne, ab 1878 auch Einheiten des Infanterie-Leib-Regiments. 1890 war die Kaserne mit 500 Mann belegt, die zum Infanterie-Leib-Regiment, dem 1. Schwere-Reiter-Regiment und zur Lehrschmiede gehörten.
1880 wurde die Schließung der Lehel-Kaserne erwogen. 1887 plante das Kriegsministerium die Räumung, da die Kaserne überfüllt und hygienisch bedenklich war. Die Stadt München bat 1890 nachdrücklich um die Auflösung. Nach der Typhus-Epidemie beim Infanterie-Leib-Regiment, welche die Schließung der Hofgarten- und der Seidenhauskaserne zur Folge hatte, genehmigte Prinzregent Luitpold die Auflassung der Lehel-Kaserne. Wegen Platzmangel konnten die Soldaten erst 1897 ausziehen, die Lehrschmiede blieb bis 1898 im Lehel. Bis 1899 wurde die Kaserne noch als Ausweichquartier und Vorratslager benutzt, die militärische Nutzung endete mit dem Verkauf des Gebäudes 1901.